# Spyridon Louis

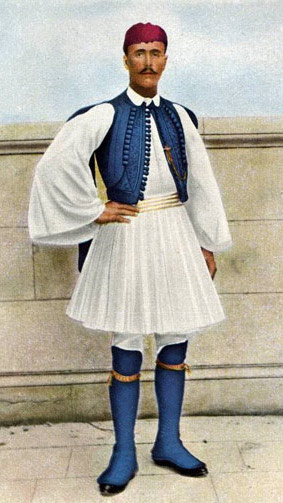
Maratonsegraren.

Spyridon "Spyros" Louis (grekiska: Σπυρίδων Λούης), född 12 januari 1873 i Marousi nära Aten, död 26 mars 1940 i Marousi, var en grekisk maratonlöpare och guldmedaljör i de olympiska spelen. Spyridon Louis blev den förste olympiske guldmedaljören i maraton (i de moderna spelen) vid OS 1896 med segertiden 2:58:50. Spyridon Louis arbetade som herde och försäljare av mineralvatten.